# Obentiye
Dennis Boodoe (Brokopondo, 1974) is een Surinaamse kunstenaar afstammend van de Marrons, bekend onder de naam Obentiye.
Zijn afkomst speelt een rol in zijn schilderijen, die een beeld geven van het inheemse leven van het Surinaamse Amazonewoud. Zijn onderwerpen zijn veelal taferelen van het doen en denken binnen de cultuur van de bewoners in het woud.